# تعادل دینامیک

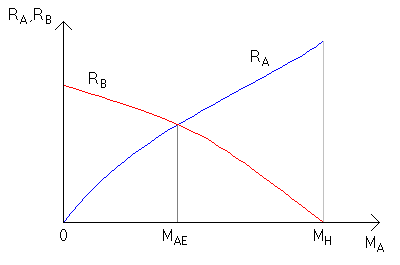
نمودار تعادل دینامیک در شیمی

تعادل دینامیک در شیمی عبارت است از هنگامی که یک در واکنش برگشت‌پذیر ضرایب واکنش دهنده‌ها/محصولات تغییر می‌کند اما مواد با نرخ مشخصی در میان واکنش‌های شیمیایی جابجا می‌شود و به عبارت دیگر به صورت خالص تغییر ایجاد نمی‌شود. این تعریف یک نمونهٔ خاص از سامانه ای در حالت دایمی است. در ترمودینامیک، یک سیستم بسته هنگامی در تعادل ترمودینامیکی است که واکنش‌ها در چنان نرخ‌هایی اتفاق بیفتند که غلظت مخلوط با گذر زمان تغییر نکند.

## نمونه
در یک بطری تازهٔ نوشابه، غلظت کربن دی‌اکسید در فاز مایع مقدار مشخصی دارد. اگر نیمی از مایع دور ریخته شود و بعد بطری بسته شود، کربن دی‌اکسید با سرعتی رو به کاهش از فاز مایع خارج می‌شود و فشار نسبی کربن دی‌اکسید در فاز گازی افزایش می‌یابد تا اینکه به تعادل برسد. در این نقطه به دلیل حرکت‌های گرمایی یک مولکول کربن دی‌اکسید ممکن است از فاز مایع جدا شود اما در همان لحظه یا زمان بسیار کوتاهی پس از آن یک مولکول کربن دی‌اکسید دیگر از فاز گاز وارد مایع می‌شود و برعکس. در تعادل، نرخ جابجایی کربن دی‌اکسید از فاز گاز به مایع برابر است با نرخ جابجایی از مایع به گاز. در این حالت غلظت تعادل کربن دی‌اکسید با کمک قانون هنری به‌دست می‌آید. این قانون می‌گوید که حلالیت یک گاز در یک مایع در ارتباط مستقیم با فشار نسبی آن گاز در بالای مایع است. این رابطه به صورت زیر نوشته می‌شود:
{\displaystyle c=kp\,}
در این رابطه k یک ثابت وابسته به دما است و p فشار نسبی و c غلظت گاز حل شده در مایع است بنابراین تا زمانی که قانون هنری برقرار است فشار نسبی CO2 در گاز افزایش می‌یابد. غلظت کربن دی‌اکسید در مایع کاهش می‌یابد.
دیگر ثابت‌هایی که برای تعادل دینامیکی در تغییر فاز درگیرند عبارتند از: ضریب تقسیم و solubility product.
تعادل دینامیکی در حالتی که تنها یک فاز داشته باشیم هم می‌تواند برقرار باشد یک نمونهٔ ساده، تعادل واکنش اسید و باز است.